# Hôtel de Saint-Seine
L'Hôtel de Saint-Seine est un hôtel particulier, sis no 29 rue Verrerie, dans le quartier sauvegardé de la ville de Dijon. Il fait l'objet d'une inscription au titre des monuments historiques depuis 2011.

## Histoire

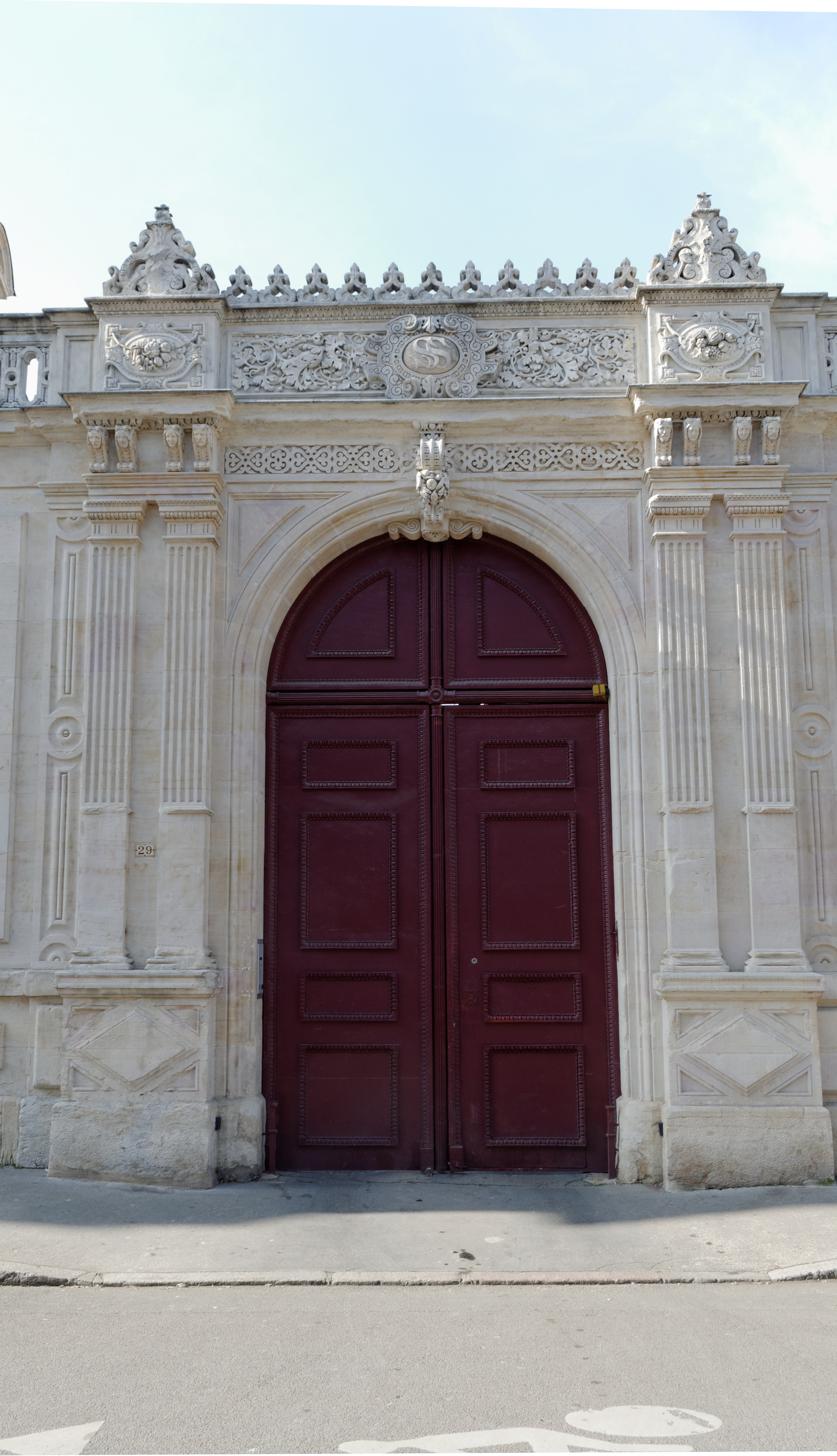
Porche de l'Hôtel de Saint-Seine

L'hôtel est érigé dans les années 1410 par Robert de Mailly, issu de la branche des sires de Lorsignol, chevalier, conseiller et chambellan des ducs Philippe le Hardi puis de Jean Sans Peur, et Grand Panetier de France. Il est baptisé « hôtel de Mailly » puis d'« Arc-sur-Tille », et agrémenté d'un jeu de paume en 1420.
Cette même année, Robert de Mailly meurt d'une chute de cheval, sans postérité. Son frère, Ferry, chevalier, seigneur de Talmas, hérite la propriété, qu'il transmet à ses descendants, en 1484, qui la conservent jusqu'à la fin du XVe siècle.
L'hôtel est racheté au début du XVIe siècle par Philippe Chabot (1494-1543), Amiral de France, sire de Brion et d'Aspremont, comte de Charny et de Buzançais, chevalier des ordres de Saint-Michel et de la Jarretière, gouverneur de Bourgogne et de Normandie.
À sa mort, en 1543, son fils François Chabot (1530-1597), marquis de Mirebeau et comte de Charny, hérite la propriété, qu'il vend, en 1577, à Pierre Legouz, sire de Vellepesle, maître ordinaire en la Chambre des comptes de Bourgogne. Son petit-fils, Bénigne (1613-1683), conseiller au parlement de Bourgogne, puis son arrière-petit-fils, Pierre (1640-1702), conseiller au parlement de Bourgogne, entreprennent d'importants travaux d'agrandissement (ailes et grand escalier) des années 1640 aux années 1660, et donnent à l'édifice sa forme actuelle.
C'est aussi ce Pierre qui rebaptise la propriété « hôtel de Saint-Seine », du nom du village de Saint-Seine-sur-Vingeanne, alors seigneurie royale, dont il reçoit la jouissance des revenus à la fin de sa vie, et que la famille finit par acheter en 1714.
En 1844, un des descendants, Étienne Le Gouz de Saint-Seine (1805-1866), avocat et marquis de Saint-Seine, fait réaliser de derniers aménagements à l'architecte dijonnais Léon Locardaire (1803-1892).
En mai 1942, l'hôtel est réquisitionné par l'administration militaire allemande pour devenir le siège de la Feldkommandantur (située auparavant au Palais de Justice).
Depuis 2011, l'hôtel, toujours habité par la famille, est inscrit au titre des monuments historiques.

## Architecture
L'hôtel de Saint-Seine, de style majoritairement classique et baroque, s'organise en U, autour d'une vaste cour rectangulaire, fermée par une grande porte cochère à double battant.
Celle-ci se constitue, de bas en haut, de deux supports comportant chacun un losange sculpté en relief, soutenant chacun, deux pilastres cannelés, soutenant chacun deux consoles à tête humaine.
Au-dessus de chaque groupe se trouve un médaillon à palmette, dans lequel sont sculptés des fruits.
Le sommet de la porte est orné d'une agrafe portant des fruits. Au-dessus, de cette dernière, un premier bandeau fleurdelysé sculpté, et un second, plus large, composé, en son centre, d'un médaillon comportant le double S de « Saint-Seine », en relief, et, de part et d'autre de ce dernier, des feuillages entrelacés sculptés.
Le tout est couronné d'une faîtière fleurdelysée sculptée.
Le logis est construit sur deux étages.
Les angles de l'édifice sont bossés et achevés par des consoles en forme de fruits sculptés.
Au centre de la façade se dresse un grand escalier hexagonal baroque.
Les ouvertures, dont certaines donnent sur un balconnet, sont surmontées de frontons semi-circulaires.
La corniche, simple, porte un visage humain en son centre.
L'ensemble est surmonté de combles, dont la liaison avec le reste de l'édifice est assurée par des métopes en forme de bulbes.
La lucarne qui les éclaire se compose de volutes à palmettes et d'un fronton triangulaire sculptés.

## Liste des propriétaires
- Famille de Mailly, des années 1410 à 1500
- Famille Chabot, des années 1500 à 1577
- Famille le Gouz de Saint-Seine, de 1577 à nos jours.